# Robert Graham (físico)
Robert Graham (Berlim, 11 de fevereiro de 1942) é um físico teórico alemão.

## Obras
- Von der Laserschwelle zum Quantenphasenübergang - Photonen und Atome als Quantengase im Fließgleichgewicht. In: Physik Journal. 2009, Nr. 8/9 (Preisträgerrede zur Max-Planck-Medaille)
- Statistical theory of instabilities in stationary nonequilibrium systems with applications to lasers and nonlinear optics (= Springer Tracts in Modern Physics, Band 66). 1973 (Habilitation 1971)
- Macroscopic potentials, bifurcations and noise in dissipative systems. In: F. Moss und P.V.E. McClintock (Herausgeber): Noise in nonlinear dynamical systems. Band 1, Cambridge University Press 1989, Seiten 225–278